# Universiteit van North Carolina te Chapel Hill

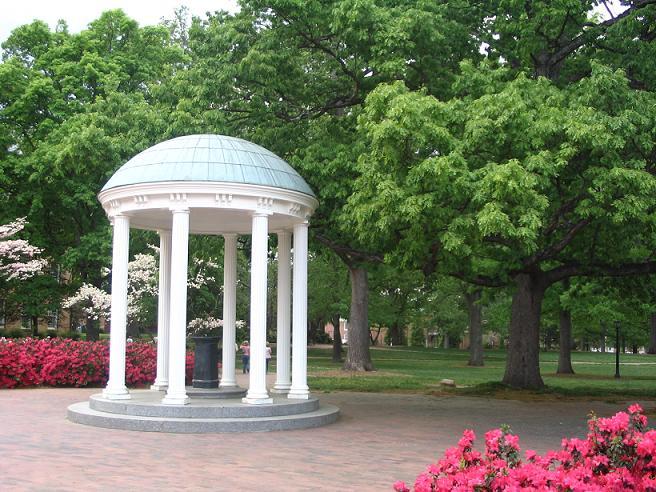
De Old Well; het symbool van de Universiteit van Noord-Carolina te Chapel Hill

De Universiteit van North Carolina te Chapel Hill (University of North Carolina at Chapel Hill, UNC) is een universiteit in Chapel Hill (North Carolina), opgericht in 1789. Chapel Hill is een van de oudste staatsuniversiteiten in de Verenigde Staten en wordt gezien als het vlaggenschip van de verschillende openbare universiteiten in de staat, die samen de Universiteit van North Carolina vormen.   
Chapel Hill werd opgericht door de North Carolina General Assembly. Op 12 oktober 1793 werd de eerste steen van de universiteit gelegd, nabij de ruïnes van een kapel, gekozen vanwege de centrale ligging in de staat.
De UNC te Chapel Hill wordt gezien als een "Public Ivy" instituut, een openbare universiteit die academisch beschouwd gelijkwaardig is aan een particuliere Ivy League-universiteit.  
US News & World Report plaatst UNC-Chapel Hill in 2021 op de 5e plaats van openbare universiteiten en op de 28e in de VS voor tussen openbare als particuliere universiteiten. The Wall Street Journal rangschikte UNC-Chapel Hill als derde beste openbare universiteit na University of Michigan en UCL. Wereldwijd is de universiteit structureel te vinden in de top 100 van beste onderwijsinstellingen en in sommigen in de top 30 op basis van verschillende ranglijsten.
De faculteiten en alumni van UNC zijn gezamenlijk goed voor 9 Nobelprijzen en 23 Pulitzerprijzen. Andere opmerkelijke alumni zijn onder meer een Amerikaanse president, enkele tientallen vice-presidenten, meerdere gouverneurs en leden van het Congres. De alumniverenigingen van de universiteit behoren tot grootste en meest actieve in Amerika. 
De North Carolina Botanical Garden is een botanische tuin die deel uitmaakt van de universiteit.
De sportteams van de Universiteit worden de Tar Heels genoemd. 

## Alumni
- James Polk (1795), 11e president Verenigde Staten
- Ross Bain (1975), golfer
- Ben Jones (1941), acteur en politicus
- Aziz Sancar (1946), scheikundige en Nobelprijswinnaar
- James Worthy (1961), basketballer
- Michael Jordan (1963), basketballer
- Ben Speas (1991), voetballer
- Mark Wilson (1974), golfer